# 30. јул
30. јул (30.07) је 211. дан у години по грегоријанском календару (212. у преступној години). До краја године има још 154 дана.

## Догађаји
- 101. п. н. е. — Римски конзул Гај Марије је поразио Кимбре у бици код Верцела и тиме на дуже време отклонио опасност од Германа.
- 1419 — Хусити, следбеници погубљеног чешког верског реформатора Јана Хуса, испровоцирани бацањем камења на њихову процесију, упали су у Градску већницу у Прагу и кроз прозор избацили католичке чланове градске управе, заједно с градоначелником. То је био почетак хуситских ратова.
- 1930 — Уругвај у Монтевидеу, победом у финалу Светског фудбалског првенства, над Аргентином 4:2, постао први светски шампион у фудбалу.
- 1935 — У Уједињеном Краљевству објављена прва џепна књига, према идеји Алена Лејна да направи „књигу која ће имати цену као 10 цигарета“. Прва књига била „Аријел“ Андреа Мороа.
- 1941 — На Ливањском пољу извршена масовна убиства Срба од стране хрватских усташа. Више: Покољ у Челебићу, Доњи Рујани.
- 1945 — Јапанска подморница И-58 је потопила америчку крстарицу Индијанаполис, усмртивши 883 морнара.
- 1971 —
  - Амерички васионски брод „Аполо 15“ с космонаутима Дејвидом Скотом и Џејмсом Ирвином спустио се на Месец.
  - У судару јапанског борбеног и путничког авиона „боинг 727“ погинуле 162 особе.
- 1974 — Турска, Грчка и Велика Британија потписале споразум о прекиду ватре на Кипру.
- 1975 — У Хелсинкију почела Конференција о европској безбедности и сарадњи која је окупила државнике 35 земаља, укључујући лидере СССР и САД Леонида Брежњева и Џералда Форда. Југословенску делегацију предводио Јосип Броз Тито. КЕБС касније трансформисан у Организацију за европску безбедност и сарадњу.
- 1980 — Пацифички архипелаг Нови Хебриди стекао независност под називом Република Вануату, после 74 године британско-француске управе.
- 1989 — Радикални чланови совјетског парламента формирали групу за притисак за брже реформе. Групу водили Борис Јељцин и Андреј Захаров.
- 1993 — Лидери муслимана, Срба и Хрвата из БиХ постигли, на мировним преговорима у Женеви, договор о уставном уређењу Босне и Херцеговине као савеза република Републике Српске, Херцег-Босне и Републике Босне. И поред договора, рат у Босни и Херцеговини настављен и трајао до децембра 1995, када је у Дејтону потписан мировни споразум.
- 1997 —
  - У експлозијама бомби два арапска бомбаша-самоубице на препуној јерусалимској пијаци погинуло 18, повређено најмање 170 људи.
  - САД укинуле дванаестогодишњу забрану путовања америчких грађана у Либан пошто су добиле гаранције владе у Бејруту да ће учинити све да спречи тероризам.
- 1999 — Напуштајући обале Панамског канала после готово једног века, САД званично затвориле „панамску операцију“.
- 2001 — Канада прва држава на свету која је, упркос великим протестима лекара, дозволила тешким болесницима да узгајају марихуану и користе је за лечење.
- 2002 — За премијера Хрватске поново изабран Ивица Рачан.
- 2008 — Бивши председник Републике Српске Радован Караџић изручен из Београда Хашком трибуналу.

## Рођења
- 1511 — Ђорђо Вазари, италијански сликар, архитекта и историчар. (прем. 1574)
- 1818 — Емили Бронте, енглеска књижевница. (прем. 1848)[1]
- 1862 — Николај Јуденич, руски генерал. (прем. 1933)
- 1863 — Хенри Форд, амерички инжењер и предузетник, оснивач компаније Ford Motor Company. (прем. 1947)[2]
- 1894 — Боривоје Јевтић, српски књижевник. (прем. 1959)[3]
- 1898 — Хенри Мур, енглески вајар. (прем. 1986)
- 1936 — Бади Гај, амерички блуз музичар.
- 1938 — Зоран Христић, српски композитор. (прем. 2019)
- 1939 — Питер Богданович, амерички редитељ, сценариста, глумац, продуцент, критичар и историчар филма. (прем. 2022)
- 1941 — Драгомир Станојевић, српски каскадер. (прем. 2017)
- 1945 — Патрик Модијано, француски књижевник, добитник Нобелове награде за књижевност (2014).
- 1947 — Вилијам Атертон, амерички глумац.
- 1947 — Арнолд Шварценегер, амерички глумац, политичар и бодибилдер.
- 1948 — Миливој Каракашевић, српски стонотенисер. (прем. 2022)
- 1948 — Жан Рено, француски глумац.
- 1957 — Нери Пумпидо, аргентински фудбалски голман и фудбалски тренер.
- 1958 — Кејт Буш, енглеска музичарка и музичка продуценткиња.
- 1960 — Ричард Линклејтер, амерички редитељ, сценариста и продуцент.
- 1961 — Лоренс Фишберн, амерички глумац, драматург, продуцент и редитељ.
- 1963 — Лиса Кудроу, америчка глумица, комичарка и продуценткиња.
- 1963 — Крис Малин, амерички кошаркаш и кошаркашки тренер.
- 1964 — Вивика А. Фокс, америчка глумица, продуценткиња и ТВ водитељка.
- 1964 — Јирген Клинсман, немачки фудбалер и фудбалски тренер.
- 1968 — Тери Круз, амерички глумац, комичар и играч америчког фудбала.
- 1969 — Сајмон Бејкер, аустралијски глумац, редитељ и продуцент.
- 1969 — Гордан Петрић, српски фудбалер и фудбалски тренер.
- 1970 — Кристофер Нолан, енглеско-амерички редитељ, сценариста и продуцент.
- 1973 — Тунџи Авоџоби, нигеријски кошаркаш.
- 1974 — Хилари Сванк, америчка глумица и продуценткиња.
- 1977 — Бутси Торнтон, амерички кошаркаш.
- 1979 — Карлос Аројо, порторикански кошаркаш и певач.
- 1980 — Ејприл Боулби, америчка глумица и модел.
- 1981 — Лиса Голдстин, америчка глумица.
- 1983 — Вук Радивојевић, српски кошаркаш.
- 1985 — Крис Гучиони, аустралијски тенисер.
- 1995 — Ирвинг Лозано, мексички фудбалер.
- 1996 — Нина Стојановић, српска тенисерка.
- 1997 — Финијас О’Конел, амерички музичар, музички продуцент и глумац.
- 1998 — Душан Милетић, српски кошаркаш.
- 1999 — Џои Кинг, америчка глумица.

## Смрти
- 1771 — Томас Греј, енглески песник. (рођ. 1716)
- 1784 — Дени Дидро, француски филозоф и писац. (рођ. 1713)
- 1898 — Ото фон Бизмарк, пруски канцелар и први канцелар уједињене Немачке. (рођ. 1815)
- 1912 — Муцухито јапански цар. (рођ. 1852)
- 1944 — Николај Николајевич Поликарпов, совјетски конструктор авиона
- 1929 — Павле Маргановић, један од седам секретара СКОЈ-а
- 1988 — Рашко Димитријевић,  српски књижевник, есејиста, професор универзитета и преводилац са француског и немачког језика на српски (рођ. 1898)[4]
- 1989 — Ференц Фехер, југословенски књижевник, новинар и преводилац. (рођ. 1928)[5]
- 1994 — Ипче Ахмедовски, српски певач. (рођ. 1966)
- 1996 — Клодет Колбер, звезда холивудских комедија. (рођ. 1903)
- 2007 — Ингмар Бергман, шведски редитељ. (рођ. 1918)
- 2010 — Небојша Зубовић, српски глумац. (рођ. 1959)
- 2018 — Ристо Тубић, српски филозоф и преводилац филозофских дела. (рођ. 1933)

## Празници и дани сећања
- Српска православна црква слави Свету великомученицу Марину
- Ванауту - дан независности
- Интернационални дан мочвара
- Светски дан борбе против трговине људима